# Zachylnik błotny
Zachylnik błotny, nerecznica błotna (Thelypteris palustris) – gatunek należący do rodziny zachylnikowatych. Występuje w północnej Eurazji i Ameryce Północnej. W Polsce gatunek pospolity.

## Morfologia

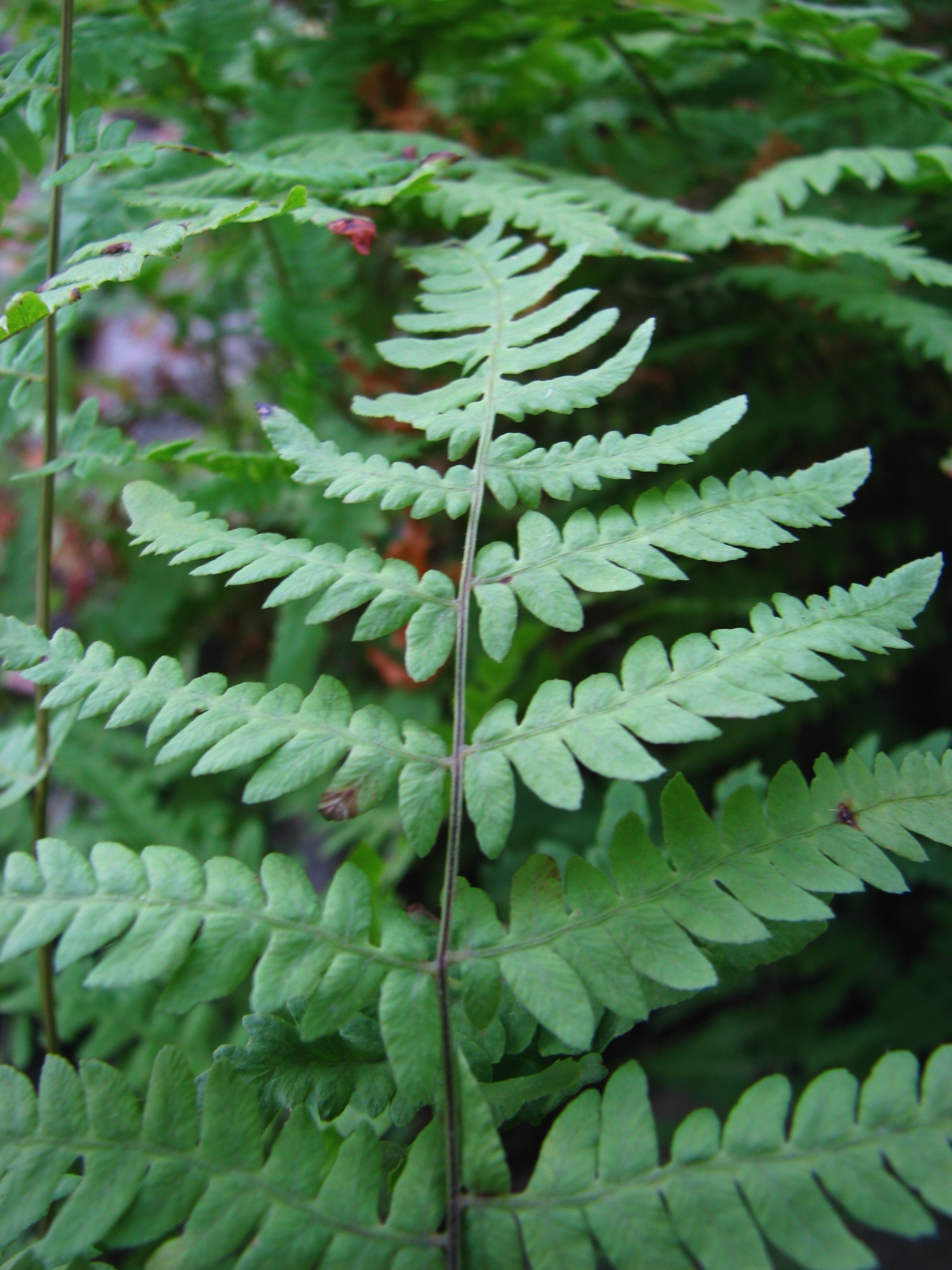
Liść

Roślina osiąga od 30 do 60 cm wysokości.
Kłącze czołgające się. Liście dwukrotnie pierzaste, w zarysie lancetowate, u nasady słabo zwężone, jasnozielone, młode pod spodem pokryte rzadkimi łuskami i gruczołowatymi włoskami, rozwinięte gładkie i bez włosów. Odcinki pierwszego rzędu równowąskolancetowate, u nasady silnie zwężone, głęboko pierzastosieczne. Odcinki drugiego rzędu całobrzegie, lancetowate. Na dychotomicznie rozgałęzionych nerwach końcowych osadzone są kupki. Zawijki drobne. 

## Ekologia
Jest to roślina trwała. Występuje od lipca do sierpnia na bagnach, bagnistych łąkach, w olszynach, częsta na niżu, w górach rzadsza. Wraz z trzciną lub pałką jest gatunkiem charakterystycznym zespołu szuwaru paprociowego (pła nerecznicowego) Thelypteridi-Phragmitetum.